# Hana Zarevúcká
Hana Zarevúcká (Praga, 3 marzo 1961) è un'ex cestista cecoslovacca.

## Carriera
Con i Cecoslovacchia ha disputato i Giochi olimpici di Seul 1988, i Campionati mondiali del 1986 e sei edizioni dei Campionati europei (1980, 1981, 1983, 1985, 1987, 1989).